# Огненная пиранга
Огненная пиранга (лат. Piranga bidentata) — вид птиц семейства кардиналовых. Выделяют четыре подвида. Занесена в Красную книгу МСОП как вид, вызывающий наименьшие опасения (LC). Ранее вид относился к семейству танагровых, как и другие представители этого рода.
Распространена на территории Гватемалы, Гондураса, Коста-Рики, Мексики, Никарагуа, Панамы, Сальвадора и на юго-запале США.
Оперение тела у самцов огненно-красное, хвост чёрный, крылья чёрные с белыми полосами, на спине между крыльями чёрный крап. На голове у глаз оперение бледнее, имеет серое обрамление; то же самое у самок. Самки имеют оливково-зелёный верх, оливково-жёлтый низ и чёрные крылья с белыми полосами как у самцов. Клюв серый, ноги черные.
Природным ареалом огненной пиранги являются влажные смешанные (сосново-дубовые) горные леса. Мелодичное пение птицы звучит, как «чик-чирик-чиви» и «пр-рек».